# Paractenomorpha baehri
Paractenomorpha baehri är en insektsart som beskrevs av Frank H.Hennemann och Oskar V.Conle 2004. Paractenomorpha baehri ingår i släktet Paractenomorpha och familjen Phasmatidae. Inga underarter finns listade i Catalogue of Life.